# Prerijski algonkijski jezici
Prerijski algonkijski jezici (Prerijskoalgonkijski), ogranak algonkijskih jezika kojima govore plemena prerijskih Indijanaca Arapaho, Cheyenne i Blackfoot. Obuhvaća jezike (5): 
a. podskupina Arapaho (3): 
Arapaho [arp] (SAD); 1.040 (1990 popis),na rezervatu Wind River u Wyomingu
Gros Ventre [ats] (SAD); 10 (1977 SIL). Etničkih: 80 (2000 popis).
Nawathinehena [nwa] (SAD), †
Blackfoot [bla] (Kanada, SAD), 4.600, poglavito u Kanadi
Cheyenne [chy] (SAD), 1.720 (1990 popis),

## Vanjske poveznice
- Ethnologue (14th)
- Ethnologue (15th)